# Datil (Raketenstartplatz)
Koordinaten: 34° 5′ 0″ N, 107° 31′ 0″ W
Datil ist ein Raketenstartplatz in den USA im Bundesstaat New Mexico. Datil wurde im Mai 1963 für drei Starts der Kurzstreckenrakete Sergeant benutzt. Dabei wurden 50 km Höhe erreicht.